# Eridolius
Eridolius is een geslacht van insecten uit de orde vliesvleugeligen (Hymenoptera) en de familie Ichneumonidae.

## Soorten
- E. alacer (Gravenhorst, 1829)
- E. albicoxa (Thomson, 1883)
- E. albilineatus Kasparyan, 1990
- E. aurifluus (Haliday, 1839)
- E. autumnalis (Brischke, 1878)
- E. basalis (Stephens, 1835)
- E. bimaculatus (Holmgren, 1856)
- E. brevicornis Kasparyan, 1985
- E. clauseni (Kerrich, 1962)
- E. consobrinus (Holmgren, 1857)
- E. curtisii (Haliday, 1839)
- E. dahlbomi (Holmgren, 1857)
- E. deletus (Thomson, 1883)
- E. dorsator (Thunberg, 1824)
- E. elegans (Stephens, 1835)
- E. ermolenkoi Kasparyan, 1990
- E. flavicoxator Kasparyan, 1990
- E. flavomaculatus (Gravenhorst, 1829)
- E. foveator Kasparyan, 1990
- E. frontator Kasparyan, 1985
- E. funebris (Holmgren, 1857)
- E. gibbulus (Holmgren, 1857)
- E. gnathoxanthus (Gravenhorst, 1829)
- E. hofferi (Gregor, 1937)
- E. lineiger (Thomson, 1883)
- E. pachysoma (Stephens, 1835)
- E. pallicoxator Kasparyan, 1990
- E. paululus Kasparyan, 1990
- E. pictus (Gravenhorst, 1829)
- E. pullus (Holmgren, 1857)
- E. pygmaeus (Holmgren, 1857)
- E. romani (Kerrich, 1952)
- E. rubricoxa Kasparyan, 1990
- E. rufilabris (Holmgren, 1857)
- E. rufofasciatus (Strobl, 1903)
- E. rufonotatus (Holmgren, 1857)
- E. schiodtei (Holmgren, 1857)
- E. similis (Holmgren, 1857)
- E. taigensis Kasparyan, 1985
- E. ungularis Kasparyan, 1984
- E. verzhutzkii Kasparyan, 1990